# Leon Liebrecht
Leon Liebrecht (ur. 27 maja 1888 w Postolinie koło Sztumu, zm. 1 grudnia 1970 w Świeciu) – polski działacz narodowy na Powiślu.
Liebrecht mieszkał w Nowym Targu i działał w kilku lokalnych organizacjach polskich na Powiślu, był członkiem Kółka Rolniczego i Towarzystwa Ludowego. W 1920, w okresie plebiscytu, wchodził w skład Warmińskiego Komitetu Plebiscytowego w Kwidzynie. 30 listopada 1920 uczestniczył w spotkaniu organizacyjnym w Olsztynie, na którym powołany został Związek Polaków w Prusach Wschodnich; wszedł w skład Komitetu Centralnego Związku, delegowany został również do Patronatu Kółek Rolniczych.